# جغرافيا نفسية

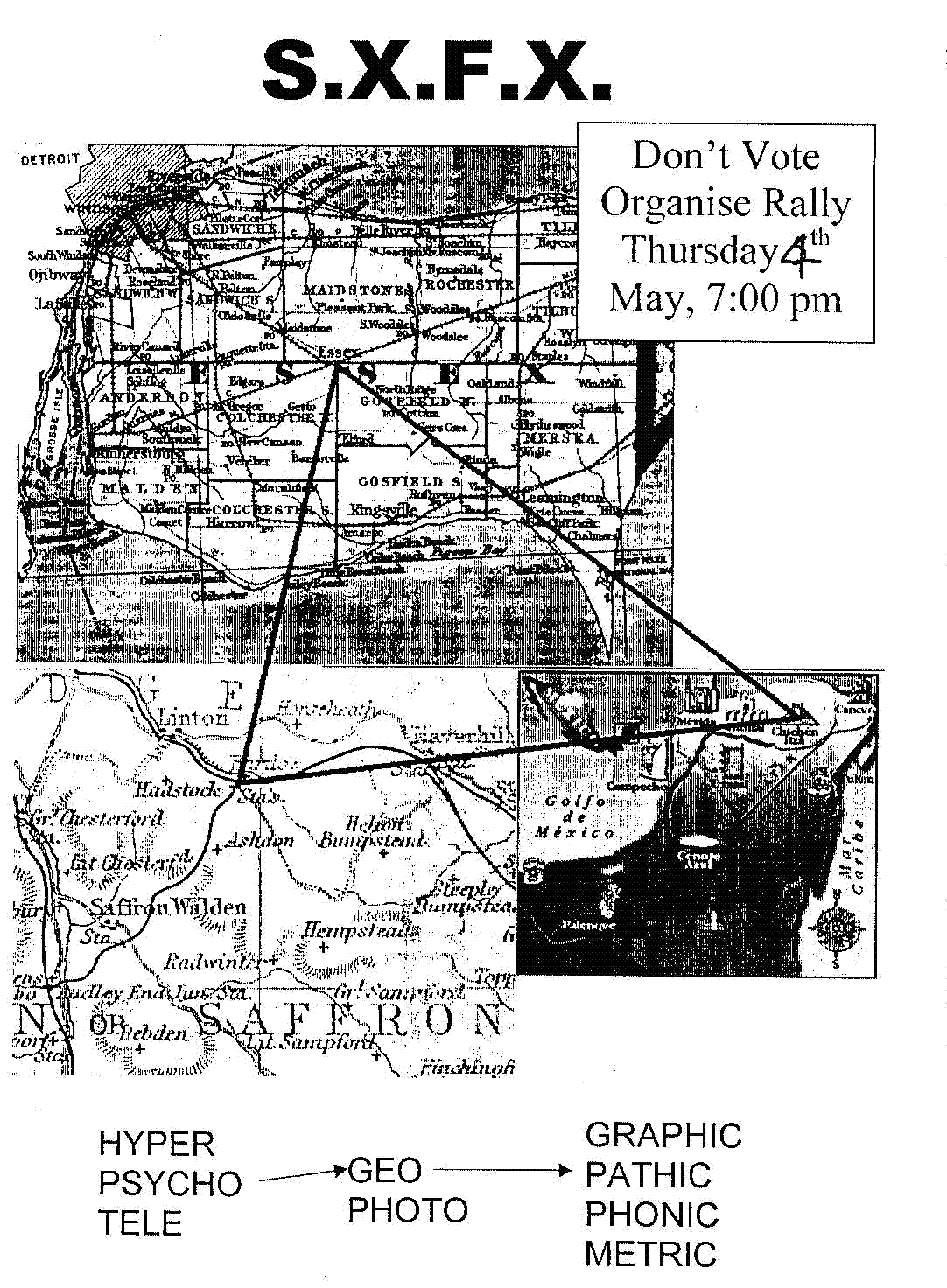
إيفول سايكوجيوجرافيكس 2005

الجغرافيا النفسية ليست مفهومًا ينتمي إلى مجال الجغرافيا التقليدية، كما قد يوحي به اسمها، بل هي مصطلح جديد أُنشئ ضمن سياق فكري وفني محدد. تم صياغة هذا المصطلح لأول مرة على يد غي ديبور أحد أبرز الشخصيات في الحركة الفنية الطليعية الأممية الحروفية (Internationale Lettriste) التي امتدت بين عامي 1952 و1957.
هذه الحركة، التي نشأت كرد فعل نقدي على الثقافة الاستهلاكية والرأسمالية، وضعت أسسًا جديدة لفهم العلاقة بين الإنسان والمكان، وقد مهدت الطريق لظهور حركة الأممية الموقفية (Internationale Situationniste). في هذه المرحلة، اكتسبت الجغرافيا النفسية طابعًا أيديولوجيًا أكثر وضوحًا مستوحى من الفكر الماركسي.
الجغرافيا النفسية تهدف إلى دراسة الطرق التي يتفاعل بها الإنسان مع البيئة الحضرية، لكنها لا تكتفي بالملاحظة الأكاديمية. بل تسعى إلى كشف التأثيرات النفسية والعاطفية التي تفرضها التكوينات المكانية على السلوك البشري. وبذلك، تعمل الجغرافيا النفسية على تحليل الحالة المزاجية والجمالية للمدن، وكيف تؤثر تصميماتها، أحياؤها، ومساراتها على تجارب الأفراد اليومية.
من خلال التجوال العشوائي (dérive)، وهو أحد أهم ممارسات الجغرافيا النفسية، يقوم الأفراد بالتنقل في الفضاء الحضري بحرية، بعيدًا عن المسارات المعتادة أو الأهداف المحددة مسبقًا. الهدف من ذلك هو كشف الجوانب الخفية للمدينة، وتحدي الأنماط المفروضة من التخطيط العمراني والنظام الرأسمالي.
تُعد الجغرافيا النفسية، إذن، مفهومًا فلسفيًا وثقافيًا أكثر منه جغرافيًا، حيث أنها تدمج بين الفنون، السياسة، وعلم النفس لفهم الديناميات الاجتماعية والمكانية التي تشكل حياة الإنسان في المدن الحديثة.

## تعريف
في عام 1955، عرّف غي ديبورد مصطلح الجغرافيا النفسية باعتباره مجالًا يهدف إلى دراسة القوانين الدقيقة التي تحكم تأثيرات البيئة الجغرافية على الأفراد. هذه التأثيرات، التي قد تكون ناتجة عن تصميم واعٍ أو عن عوامل طبيعية غير مدروسة، تُعتبر مسؤولة عن تشكيل العواطف البشرية والسلوكيات بطرق مباشرة وغير مرئية. من هذا المنطلق، تسعى الجغرافيا النفسية إلى تحليل العلاقات المعقدة بين الإنسان والفضاء، مع التركيز على الأبعاد النفسية والوجدانية للتجربة البشرية في الأماكن المختلفة.

## الجغرافيا النفسية المعاصرة
في الوقت الحاضر، أصبحت الجغرافيا النفسية أداة يستخدمها الكتّاب في الأدب، خصوصًا في بريطانيا، حيث نجد تأثيرها واضحًا في أعمال مؤلفين مثل إيان سنكلير وبيتر أكرويد. بالنسبة إلى سنكلير، ورغم أنه لم يستخدم سوى عدد محدود من المصطلحات المرتبطة بالموقفيين، إلا أنه لعب دورًا أساسيًا في تعزيز هذا المفهوم ونشره. جاء ذلك من خلال إنتاجه مجموعة واسعة من الأعمال الأدبية التي تركز على استكشاف المشهد الحضري والضواحي من خلال السير على الأقدام.
أعمال سنكلير لا تقتصر على كونها سردًا لرحلاته في المدينة، بل تسعى إلى الكشف عن طبقات تاريخية وثقافية مخفية ضمن هذه البيئات. فهو يستخدم فكرة التجوال الحر (أو التجوال العشوائي) كوسيلة لتفكيك الفضاء الحضري، مما يسمح له بتسليط الضوء على جوانب غير مرئية من المدينة. هذا النهج يعيد تفسير الجغرافيا النفسية بأسلوب أدبي فريد، حيث يتحول المشي إلى تجربة إبداعية تهدف إلى استكشاف العلاقة بين الإنسان والمكان.
أما بيتر أكرويد، فهو يشارك سنكلير هذا الاهتمام بالمدينة، ولكنه يضيف إليه لمسة من السرد التاريخي والأسطوري، مستكشفًا كيف تشكل الأساطير والقصص الجماعية روح المدينة. هذان الكاتبان، عبر أساليبهما المختلفة، يقدمان مقاربة معاصرة للجغرافيا النفسية، حيث تصبح المدينة ليست مجرد مساحة فيزيائية بل نصًا مفتوحًا مليئًا بالرموز والدلالات. تعود الجغرافيا النفسية كأداة أدبية إلى فرنسا اليوم مع مؤلفين مثل فيليب فاسيت  أو جان رولان .

## علماء الجغرافيا النفسية
- غي ديبور[7]
- لاين سنكلير
- بيتر أكرويد[8]
- بات باركر
- ستيوارت هوم
- جاكلين دي جونغ
- جيف نيكلسون
- ويل سلف
- كاثي تورنر
- جين رولان
- كميّ عمّون[9]
- روبرت جيرو

## الملاحظات والمراجع
- الموقفية الدولية
- غي ديبورد